# Wu de Han
Wu de Han, também chamado Wudi e Han Wudi, nascido Liu Che (劉徹; Changan, 7 de junho de 156 a.C. – Changan, 29 de março de 87 a.C.) foi o sétimo imperador da da dinastia Han da China. Governou entre 141 e 87 a.C. e acredita-se que foi ele quem iniciou a Rota da Seda, trazendo assim um período de grande riqueza para as indústrias da China, quando seu produto, muito apreciado, chegou ao Ocidente.
Wudi foi educado por um mestre confucionista e quando subiu ao trono a ameaça fronteiriça mais grave provinha dos Xiongnu. Em 128 a.C. uma expedição foi enviada à Coreia e 20 anos mais tarde uma campanha mais vasta levou à criação de quatro comendas no norte da península.